# Ichneumon bisulcus
Ichneumon bisulcus là một loài tò vò trong họ Ichneumonidae.